# 王绍光
王绍光（1954年1月31日—），政治学学者。至今出版中英文著作二十余部，发表论文几十篇。

## 生平
山东省荣成人，出生于湖北省武汉市，1972年至1977年任教武汉市堤角中学，恢复高考后考入北京大学。李克强同班同学。北京大学法学士（1982），美国康乃尔大学政治学硕士（1984），康乃尔大学政治学博士（1990）。曾于1990年至2000年任教美国耶鲁大学政治系。曾任香港中文大學政治與行政學系系主任、香港中文大學政治與行政學系講座教授。现任香港中文大学政治与行政學系讲座教授、清华大学公共管理学院长江讲座教授、英文学术刊物《The China Review》主编。

## 观点
王绍光被归为“新左翼”一员。不过他本人对“新左派”的标签不以为然，认为这个归类界定不清。

### 国家能力
1993年，王绍光与胡鞍钢合著《中国国家能力报告》，这次报告推动了中国整个分税制的建设和分税制改革，被国外媒体称作“王胡报告”。该著主张，中央政府在市场经济转型中的作用应当加强，因为中央政府可以加快市场经济机制和法律框架的建立、向社会公众灌输市场经济观念以推行市场经济原则、对某些利益受损的社会成员实行利益补偿、稳定经济并承担经济改革所需的成本。

### 公知
2006年3月4日，王绍光在《南風窗》的專訪中說：「有些所謂『公共知識分子』就是嚷嚷兩句、批評兩句，但是從來不做任何研究。你用Google學術搜索去查，有些所謂非常『著名』的學者，幾乎從來不被學術刊物引用，也沒有幾篇文章發表到學術刊物上。他們的文章往往只有強詞奪理的觀點，沒有腳踏實地的研究。我現在不願點名，但是有一批這樣的人，只有觀點，非常武斷，而且往往是錯誤的，但是不需要論據、不需要論證過程。」

### 公民社会
2009年7月27日，王绍光指出，公民社會是黑白好壞混在一塊的大雜燴，與民主並沒有必然的等號；公民社會組織在經濟上主要依賴商業收益或政府資助或外國捐款，無法保證其自詡的獨立性；流行理論強調公民社會組織獨立於政府的外部效應，事實卻是公民社會的內部效應（比如民主技能訓練）恰恰更能促進民主；公民社會成為顯學，正是過去十幾年中人們缺乏理論想像力的典型表現。
2013年7月31日，王绍光指出，公民社會實際上是新自由主義編造的粗糙神話，它在概念上含混不清，它那些被吹得天花亂墜的神效未必存在；真正值得中國人追求的，是構築一個以國內勞動大眾為主體的政治共同體「人民社會」；人民社會的理念清晰而無歧義，對外是驕傲地「站起來了」、自豪地「自立於世界民族之林」，對內是一個既磕磕碰碰、又休戚與共的有機整體，更容易成為追求的目標。

### 民主
2012年5月27日，王绍光在清华大学演讲“民主：独轮车还是四轮驱动”。2021年接受中新社专访时表示，习近平提出的“全过程人民民主当之无愧地丰富了人类政治文明形态”。

### 中国共产党
2017年接受中国共产党新闻网采访时表示，中国共产党与世界政党高层对话会展现出中国共产党“包容天下的心态”，赞同习近平提出的“构建人类命运共同体”。
王绍光于2021年撰文称，四个自信“不仅仅是中共中央的提法，也是时代的产物，正在成为广大中国民众、中国学者（包括政治学者）普遍接受的共识。”

## 著作
- 《中国国家能力报告》，与胡鞍钢合著，辽宁人民出版社，1993年
- Failure of Charisma: The Chinese Cultural Revolution in Wuhan, Oxford UP, 1995.
- 《中国地区差距报告》，与胡鞍钢、康晓光编著，台湾致良出版社有限公司，1996年
- 《华人社会政治学本土化研究的理论与实践》，与朱云汉、赵全胜编著，台湾桂冠出版社，2002年